# Yngve Kareld
Yngve Emil Kareld, född 26 november 1909 i Alfshögs församling, Hallands län, död 6 december 1975 i  Helsingborgs Maria församling, Helsingborg, Malmöhus län, var en svensk präst.
Efter studentexamen i Lund 1928 avlade Kareld teologisk-filosofisk examen 1930, blev teologie kandidat 1932, prästvigdes för Lunds stift 1932, blev pastorsadjunkt i Tryde församling 1932, kyrkoadjunkt i Helsingborgs Maria församling 1934, komminister där 1948 och var kyrkoherde där 1964–75. 
Kareld var bland annat ledamot av stadsfullmäktige (1950–64), ledamot av kyrkofullmäktige, ordförande i Helsingborgs Maria församlings kyrkostämma och kyrkoråd, vice ordförande i socialbyråstyrelsen och socialnämnden, nämndeman vid rådhusrätten samt styrelseledamot i Nya sparbanken i Helsingborg.